# Francesco Maria Banditi
Francesco Maria Banditi (Rimini, 8 de setembro de 1706 - Benevento, 27 de janeiro de 1796) foi um cardeal do século XVIII

## Nascimento
Nasceu em Rimini em 8 de setembro de 1706. De uma família nobre. Filho do conde Francesco Banditi e Colomba Leonardelli.

## Educação
Estudos iniciais nas escolas locais de Rimini, onde teve como condiscípulo Lorenzo Ganganelli, futuro Papa Clemente XIV. Entrou na Ordem dos Clérigos Regulares Teatinos em Rimini em 1722; professou em 19 de dezembro de 1723; estudou filosofia em Rimini; e teologia na Casa di S. Michele , Florença.

## Sacerdócio
Ordenado em 14 de agosto de 1729, Florença. Foi nomeado submestre de noviços em Florença e, em seguida, ocupou a cátedra de direito canônico, também em Florença. Por muitos anos manteve amizade e correspondência com o célebre médico Giovanni Bianchi de Rimini (Janus Plancus), médico-chefe do papa; bem como com Ludovico Antonio Muratori, historiador e importante estudioso de sua época. Transferido para Rimini, passou a maior parte da vida religiosa na casa "S. Antonio da Padova"; em 1755, notável colecionador de livros, restaurou a biblioteca da casa, dotando-a de livros novos em abundância e confiando a decoração ao pintor Felix Angelini, de Rimini; foi superior da casa de 1756 a 1759; e 1765 a 1767. Em 1756, foi também nomeado visitante das casas daquela província teatina. Foi um orador aclamado, que pregou nas principais cidades da Itália; seu mérito foi ter reagido fortemente contra o estilo do século XVI. Participou de vários capítulos gerais de sua ordem e presidiu aquele celebrado em 1759. Foi membro da Academia Eclesiástica de Rimini, fundada pelo Cardeal Luigi Valente Gonzaga; em sua introdução à academia, em 4 de janeiro de 1762, proferiu um discurso sobre a origem do ofício divino, porque era apaixonado pelas ciências históricas e litúrgicas; mais tarde, quando já era cardeal, o padre Anton Francesco Vezzosi dedicou sua grande obra aos escritores teatinos, Participou de vários capítulos gerais de sua ordem e presidiu aquele celebrado em 1759. Foi membro da Academia Eclesiástica de Rimini, fundada pelo Cardeal Luigi Valente Gonzaga; em sua introdução à academia, em 4 de janeiro de 1762, proferiu um discurso sobre a origem do ofício divino, porque era apaixonado pelas ciências históricas e litúrgicas; mais tarde, quando já era cardeal, o padre Anton Francesco Vezzosi dedicou sua grande obra aos escritores teatinos, Participou de vários capítulos gerais de sua ordem e presidiu aquele celebrado em 1759. Foi membro da Academia Eclesiástica de Rimini, fundada pelo Cardeal Luigi Valente Gonzaga; em sua introdução à academia, em 4 de janeiro de 1762, proferiu um discurso sobre a origem do ofício divino, porque era apaixonado pelas ciências históricas e litúrgicas; mais tarde, quando já era cardeal, o padre Anton Francesco Vezzosi dedicou sua grande obra aos escritores teatinos,I scritori de' chierici regolari detti Teatini , para ele. No capítulo geral de 1768, realizado em Roma, foi eleito superior geral em 27 de abril; entre os atos de relevância do período de seu governo estavam a edição de Institutiones theologicae antiquorum Patrumde Giuseppe Maria Tomasi, Theat., futuro cardeal e santo, curadoria do Padre Vezzosi (Roma 1769); houve também o decreto de beatificação do SC dos Ritos, datado de 17 de março de 1771, do Venerável Paolo Burali d'Arezzo, cardeal e arcebispo de Nápoles; e a carta circular, datada de 27 de julho de 1770, que enviou às casas da ordem a respeito das missões teatinas de Goa. Depois que o Padre Banditi completou o triênio de seu generalato, em maio de 1771, retornou a Rimini como simples religioso. Nomeado examinador episcopal, 20 de março de 1772.

## Episcopado
Eleito bispo de Corneto e Montefiascone em 30 de março de 1772. Consagrado em 5 de abril de 1772, em Roma, pelo cardeal Lazzaro Opizio Pallavicini. Cuidou pessoalmente do seminário, onde, a seu convite, lecionou o ilustre filósofo e matemático Tommaso Tamagna. Foi diretor espiritual e apoiador de Madre Maria Crocifissa di Gesù, fundadora das freiras passionistas, que, em 20 de maio de 1772, junto com suas primeiras dez companheiras, fez a profissão religiosa nas mãos do bispo Banditi, que naquela época , esteve em contato com Paolo della Croce, futuro santo, e com os superiores maiores dos Passionistas. Ele reformadotou o hospital civil da sede contígua da Confraria da Misericórdia e atribuiu o título de colegiado à igreja de S. Maria Assunta, como recorda uma placa de mármore afixada pelo capítulo em sua homenagem. Renunciou ao governo da diocese em 26 de maio de 1775; foi administrador apostólico de 28 de maio a dezembro de 1775. Promovido à sé metropolitana de Benevento, em 29 de maio de 1775.

## Cardinalato
Criado cardeal e reservado em pectoreno consistório de 17 de julho de 1775; publicado no consistório de 13 de novembro de 1775; recebeu o chapéu vermelho em 16 de novembro de 1775; e o título de S. Crisogono, 18 de dezembro de 1775. Atribuído às SS. CC. de Bispos e Regulares, Imunidade Eclesiástica, Ritos e Sagradas Indulgências e Relíquias. Em 7 de janeiro de 1776 partiu para Benevento. Nesse mesmo ano, dirigiu a pregação da Quaresma e do Advento; e convocou uma missão com vinte missionários. Incansável no seu zelo pastoral, em pouco mais de um ano, administrou vinte e quatro mil confirmações. Enviou à biblioteca de S. Silvestro al Quirinale preciosas edições, incluindo as obras do Papa Bento XIV. Para os membros do capítulo da catedral de Benevento, obteve da Santa Sé a distinção de prelazia doméstica.S. Gaetano Thiene ; e a igreja de S. Maria della Verità . Ele foi chamado de cardeal da porpora rattoppata (manchado roxo).

## Morte
Morreu em Benevento em 27 de janeiro de 1796. Exposto e sepultado na catedral metropolitana de Beneveto.